# Chertsey (Québec)
Pour les articles homonymes, voir Chertsey.
Chertsey est une municipalité dans la municipalité régionale de comté (MRC) de Matawinie au Québec (Canada) située dans la région administrative de Lanaudière.

## Toponymie
Son nom historique est Saint-Théodore de Chertsey, d'après la ville de Chertsey en Angleterre. La signification du nom Chertsey est "l'île de Cirotis", Certeseig en saxon, transformé en Cirotisege, Cerotesege, Ceortseye, Certesi puis Chertsey.

## Histoire

### Avant Chertsey
Quand les premiers européens arrivent dans la vallée du Saint-Laurent, le territoire de Chertsey est peuplé par des amérindiens d’origine algonquine qui y pratiquent la chasse et la pêche. Après la conquête, la population de la vallée du Saint-Laurent grossit rapidement et les terres les plus proches de Montréal comme Chertsey commencent à être exploitées pour leur bois.
On peut imaginer que des indiens, des métis et des squatters ont commencé à s’installer et défricher des parcelles sur le territoire de Chertsey à partir de 1820. Les premiers colons venaient de Rawdon, des irlandais en majorité. Déjà en 1843, un chemin de chantier, le chemin Dorwin, part de Rawdon et longe la rive est de la rivière Ouareau en traversant tout le canton de Chertsey jusqu'au nord de N.D.-de-la-Merci.

### Fondation de Chertsey
En 1848, le curé Jean-Romuald Paré de Saint-Jacques-de-L’Achigan fonde la Société des Défricheurs avec les notables locaux pour développer le canton de Chertsey en favorisant les colons catholiques et francophones. L’arpentage et l’attribution des lots sont faits à partir de 1849 et de nombreux colons d’origine acadienne venant de St-Jacques s’installent.
En 1850, une première chapelle est construite dans le 3e rang, Notre-Dame-de-Bon-Secours. La corporation municipale du canton de Chertsey est créée le 1er janvier 1856. Des moulins à scie et à farine sont construits sur les rivières Jean-Venne et Burton ainsi qu’à la décharge du lac Jaune à partir de 1850, ils sont indispensables à la colonisation.

#### Le Village Lafontaine
Le gouvernement conseillé par la Société des Défricheurs décide d’établir le centre du village sur le 5e rang autour de la rivière Jean-Venne. Une nouvelle église avec un presbytère adjacent et un cimetière est construite en 1859 sur le chemin du Gouvernement (près du chemin Irène aujourd’hui). Il y a aussi un magasin général et bureau de poste, une forge, une école , plusieurs fermes et 2 moulins dans le village. Mais la plupart des colons se sont établis sur les premiers rangs au sud du canton et la chapelle du 3e rang est mieux située pour eux.

#### Le déménagement
Ils font donc une pétition proposant de reconstruire leur chapelle en ruine pour en faire l’église paroissiale. En 1869 une nouvelle église est construite près de l’ancienne chapelle, l’église actuelle et l’église du village Lafontaine est entièrement démontée. L’Évêché a tranché et la décision est très mal acceptée par certains résidents du Village Lafontaine, certains iront jusqu’à se faire protestants! Le Village Lafontaine est peu à peu abandonné, certaines maisons sont démontées pour être remontées ailleurs.

### Établissement
Au premier recensement officiel de 1851 on compte 413 habitants. La population croît rapidement: 919 personnes en 1861, 1970 en 1871. La première préoccupation est l'amélioration des chemins, l'habitat est très dispersé (le canton fait 10 miles carrés) et comme chacun doit entretenir son bout de chemin la coordination est difficile. Peu à peu le territoire s'organise et se transforme. La forêt est défrichée, les habitants d'abord très dépendants de l'industrie forestière connaissent peu à peu une prospérité relative grâce à l'agriculture et l'élevage jusque vers les années 1900.

#### La municipalité

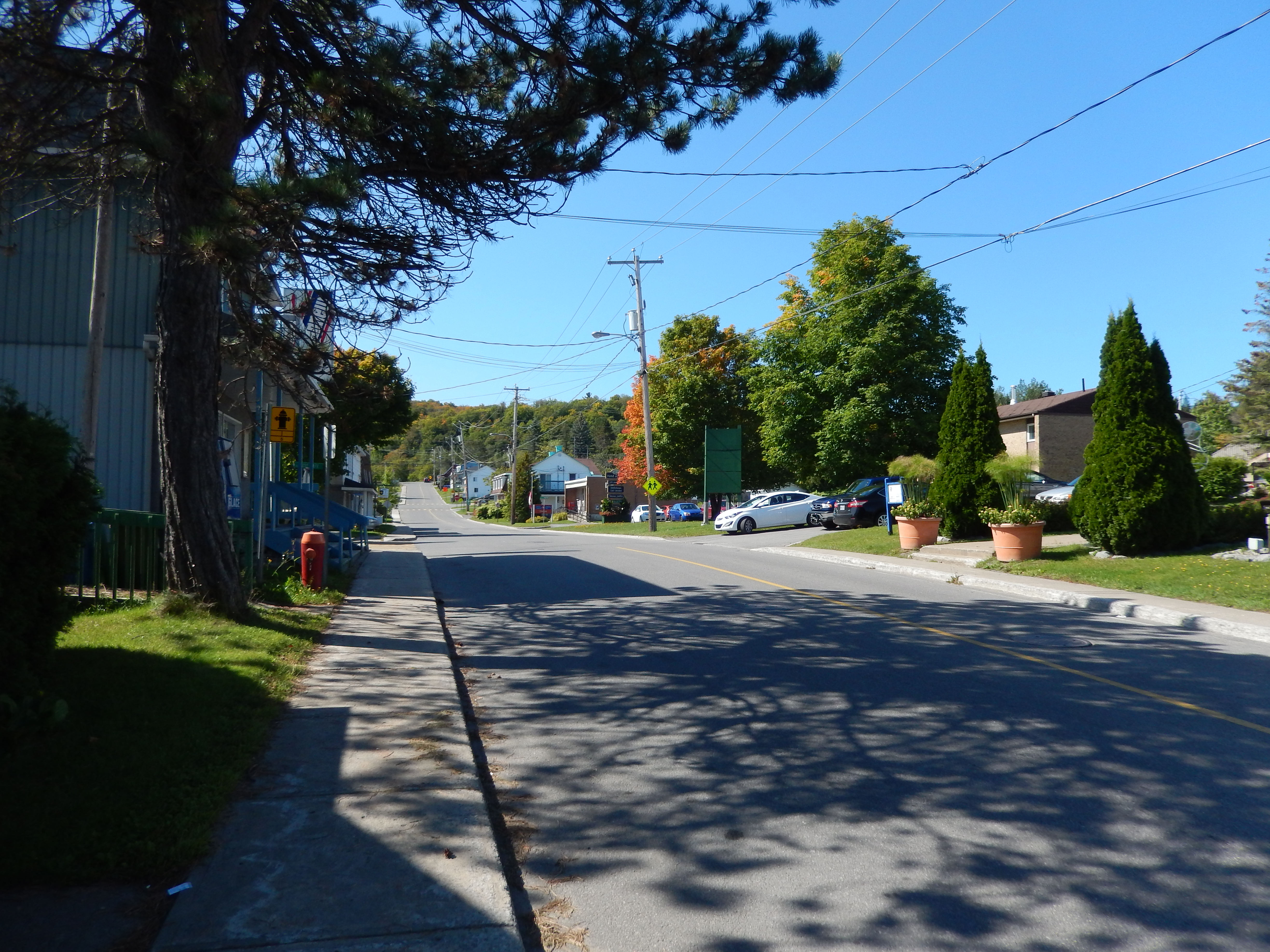
Rue de l'Église

En 1856 quand la municipalité de Chertsey est fondée l'administration municipale est une nouveauté au Canada. La difficulté principale est donc de trouver des citoyens assez éduqués pour administrer un village. Pendant une quinzaine d'années le conseil municipal sera très instable, les conseillers se succèdent à chaque année et on se contente de l'entretien des chemins.
En mars 1863 un premier vote important a lieu afin de délivrer des secours de 500 $ à certaines familles éprouvées par la famine (mauvaise récolte de 1862). En 1873 le conseil mieux organisé décide d'entretenir les chemins principaux en hiver. En 1890 la première maison du conseil est construite.

#### La paroisse
La paroisse Saint-Théodore de Chertsey est érigée canoniquement le 6 août 1866. En 1867 un nouveau presbytère est construit et en 1869 c'est la nouvelle église. A.H. Coutu le curé de l'époque est un bâtisseur qui poursuit l'œuvre du curé Paré. Il développe sa paroisse et ouvre un chemin vers Saint-Donat dont il sera le fondateur avec ses frères.
La finition de l'église se fera avec la prospérité croissante de la paroisse. Le 14 janvier 1897 l'architecte Dostaler de Joliette avait terminé les travaux et une grande fête avait lieu rapportée dans la Presse du 19 janvier 1897: "L'église de Chertsey par son autel remarquable, par les dimensions de sa nef, par les riches sculptures de sa chaire, par la majesté imposante de ses pilastres, peut être comptée à bon droit parmi les plus belles des Laurentides."
Depuis 2013 l'église a été transformée en centre culturel tout en conservant sa vocation religieuse: « La Belle Église ».

## Géographie
Chertsey est situé dans les premières montagnes des Laurentides à moins d'une heure de Montréal. Autrefois en partie défriché et cultivé le territoire est retourné à la forêt originelle. On y trouve beaucoup de beaux lacs; le territoire est traversé du nord au sud par la rivière Ouareau qui draine les rivières Jean-Venne, au nord, et Burton qui traverse le centre du village. Le crénon de la rivière Rouge se situe au sud-est de la municipalité. Le sud du parc régional de la Forêt Ouareau occupe le nord de la municipalité. 

### Plans d'eau

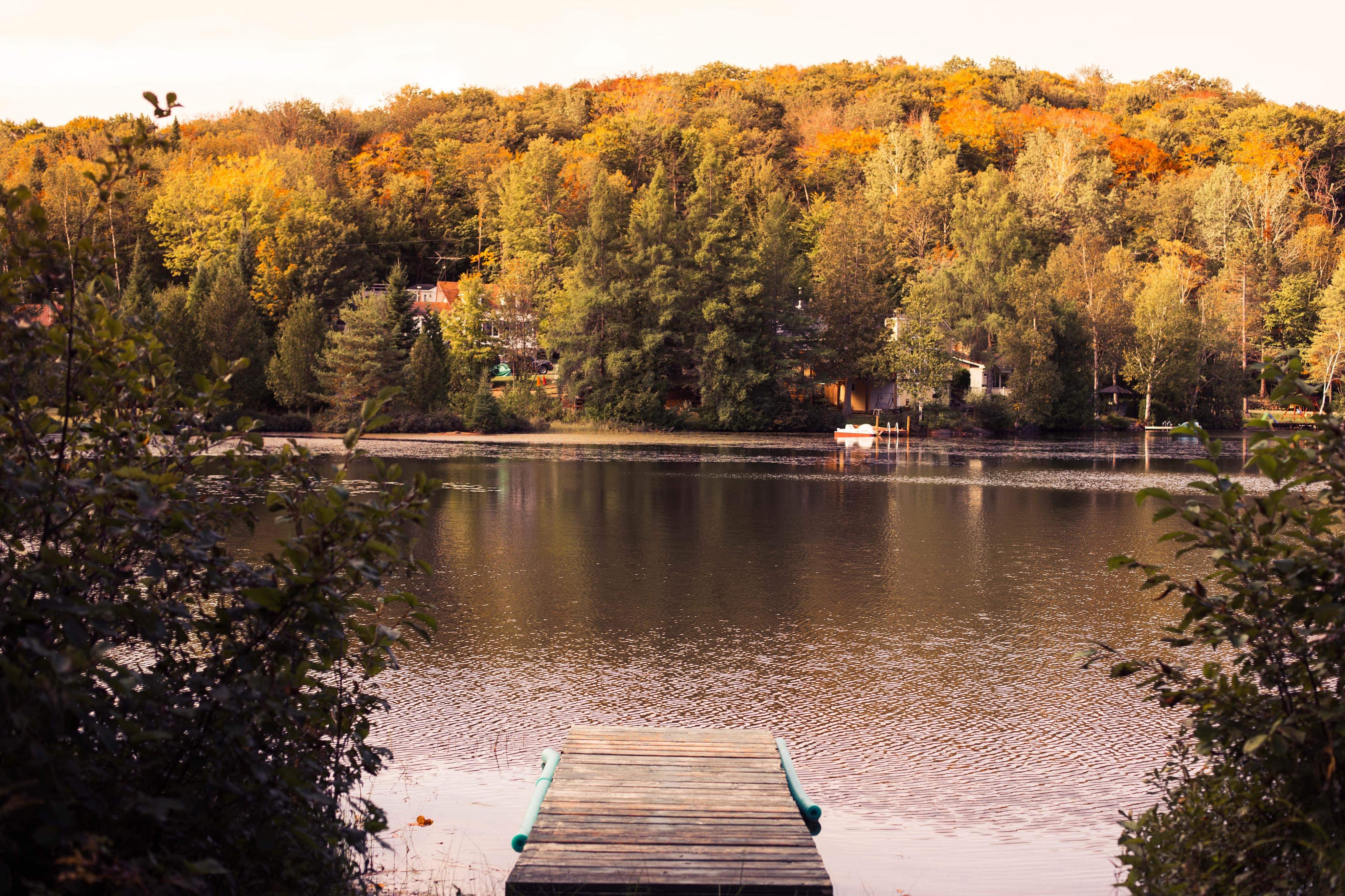
Le Lac Mooney et ses alentours le 21 juillet 2018

Selon un rapport émis par les entreprises Roche et Urbanex en 2013, la municipalité de Cherstey arbore un total de 168 lacs. Avec ce rapport, nous pouvons dresser un portrait des cinq plus grands de la région, soit :
- Le Lac Chertsey (appelé le 7e lac) avec 1,29 km2 de territoire,
- Le Lac Gour (appelé le 9e lac) avec 1,07 km2 de territoire,
- Le Lac Beaulac avec 0,85 km2 de territoire,
- Le Lac Brûlé avec 0,69 km2 de territoire,
- Le Lac Godon avec 0,4 km2 de territoire.

Il est aussi possible de connaître l’état des eaux de tous ces lacs ainsi que plusieurs autres comme le Lac Ashton, le Lac Beaulne, le Lac Grenier, le Lac Jaune, le Lac Mooney et le Lac à la Truite.

## Démographie
| 1991  | 1996  | 2001  | 2006  | 2011  | 2016  | 2021  |
| ----- | ----- | ----- | ----- | ----- | ----- | ----- |
| 2 908 | 3 853 | 4 112 | 5 006 | 4 836 | 4 696 | 5 295 |

## Administration
Les élections municipales se font en bloc et suivant un découpage de six districts.
| Chertsey Maires depuis 2002                                                                                          |                      |         |          |
| Élection | Maire                | Qualité | Résultat |
| 2002 | Daniel Brazeau       |         | Voir     |
| 2005 | Yves Lafortune       |         | Voir     |
| n/d | Jocelyn Gravel       |         | Voir     |
| 2009 | Jocelyn Gravel       | Voir    |          |
| 2013 | Michel Surprenant    |         | Voir     |
| 2017 | François Quenneville |         | Voir     |
| 2021 | Michelle Joly        |         | Voir     |
| Élection partielle en italique Depuis 2005, les élections sont simultanées dans toutes les municipalités québécoises |                      |         |          |

La municipalité de Chertsey a été mise sous tutelle par le gouvernement du Québec entre 1994 et 1996. Elle a été levée après que la Commission des Affaires Municipales ait corrigé les irrégularités.

## Attraits
Située au nord de Sainte-Julienne dans les premières montagnes des Laurentides, la région de Chertsey est baignée par de nombreuses rivières et plus d'une centaine de lacs. C'est un lieu de villégiature apprécié des montréalais pour sa proximité et son caractère encore préservé du tourisme de masse.
Le parc de la Forêt Ouareau situé au nord offre des sentiers d'excursions en toutes saisons. À partir du centre du village les Sentiers de l'Amitié offrent de courtes randonnées en forêt et des aménagements éducatifs.

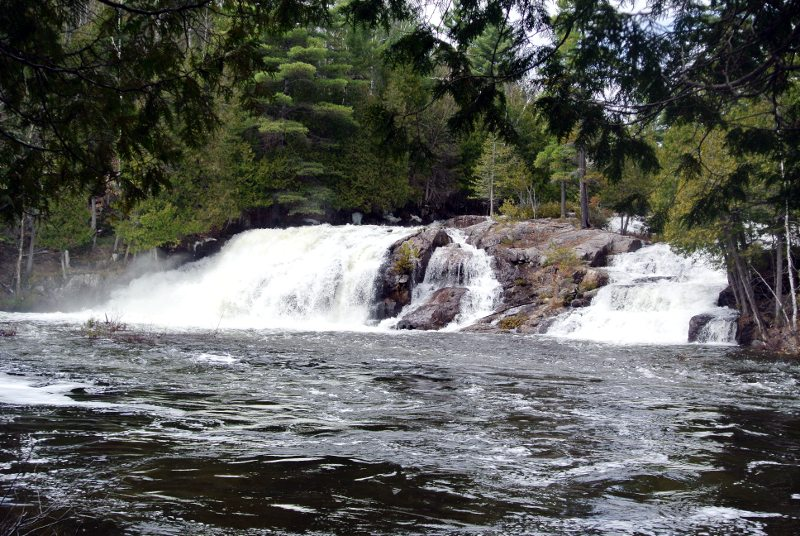
La Chute-à-Michel sur la rivière Jean-Venne

La rivière Jean-Venne descend d'Entrelacs pour rejoindre la rivière Ouareau en passant par plusieurs chutes spectaculaires faisant partie du patrimoine naturel de Chertsey. La plus spectaculaire est la Chute-à-Michel, nommée selon la légende à la suite de la noyade du jeune indien Michel dans la chute.
Chertsey est une "municipalité durable". Elle a adopté depuis 2011 un ensemble de politiques environnementales pour les familles, les aînés et les saines habitudes de vie en promouvant la création de sentiers de randonnée et des pistes cyclables. Elle présente à ses citoyens une foule d'activités culturelles et récréotouristiques qui font de Chertsey un village agréable à vivre.
La vie sociale est animée par les nombreuses associations communautaires et artistiques. La municipalité a pris en charge l'église pour éviter son abandon et l'a transformée en salle multi-fonctionnelle, lieu de création et d'échange pour les citoyens de Chertsey.
Le sanctuaire diocésain Marie-Reine-des-Cœurs, sis au 1060 Chemin du Lac Beaulne a été fondé par Emma Curotte qui a l'a légué aux Missionnaires des Saints-Apôtres à sa mort. Le frère André est venu visiter le sanctuaire en 1936. En 1993 les moniales de Bethléem de l’Assomption de la Vierge et de Saint-Bruno ont construit un monastère sur le site .
Le lac Beaulac s'est annexé à la municipalité de Chertsey en 1991.
La chapelle du lac Clermoustier a été construite en 1935 sur les plans du père Wilfrid Corbeil clerc de Saint-Viateur. La construction entièrement en bois est inspirée des travaux de l'architecte Le Corbusier.

## Culture
Le chanteur et musicien Roger Miron né en 1929 à Chertsey a connu une carrière internationale et a lancé la carrière de nombreuses vedettes québécoises comme gérant d'artistes.
La politique culturelle de Chertsey est symbolisée par une sculpture placée devant la Belle Église: "La culture c’est dans notre nature". L'écrivain Saint-Éxupéry aurait rédigé une partie du livre "Le Petit Prince" lors d'un séjour à Chertsey en 1942. Les 3 salles de l’église ont été nommées salle Antoine de Saint-Exupéry, salle Petit Prince et salle L’Aviateur. « Fais de ta vie un rêve et d’un rêve, une réalité » cette citation inspire la culture chertsoise, une culture animée par ses artistes et ses citoyens.
La culture traditionnelle de Chertsey reposait sur l'exploitation de la forêt. Pour symboliser le changement de culture d'une municipalité qui s'est déclarée "durable", Chertsey a subventionné la réalisation d'une sculpture dans le Parc Régional de la Forêt Ouareau représentant un mammouth construit avec des rebuts de coupe forestière, Le Mammouth du Lac Noir. L'objectif de la municipalité est d'ouvrir un sentier de randonnée à vocation culturelle pour donner un accès au parc à partir de Chertsey.

## Économie
La nouvelle devise de la municipalité adoptée en 2019 est "Des montagnes de possibilités".
L'économie de Chertsey a commencé avec l'exploitation du bois d'œuvre exporté vers l'Angleterre. Peu à peu une économie mixte reposant sur l'agriculture et la forêt s'est mise en place. Après des commencements très difficiles la vie s'est améliorée peu à peu pour atteindre une prospérité toute relative vers 1900. Une longue stagnation aggravée par la crise des années 1930 a suivi, l'agriculture étant de moins en moins rentable les terres cultivées ont été abandonnées et l'économie locale s'est tournée vers les services aux villégiateurs de plus en plus nombreux.
L'arrivée de l'électricité ne s'est faite qu'en 1945. La coopérative d’électricité de Montcalm-Nord a été la première à être fondée après l'adoption de la loi sur l'électrification des campagnes en 1945.
En 2011 l'étude "Vision stratégique de développement" commandée par la municipalité concluait que son avenir reposait sur le développement de la villégiature et du tourisme dans le respect des paysages naturels et de la tranquillité des lieux. L'étude recommande de développer des sentiers de randonnée, de protéger les sites naturels et de faire de Chertsey le paradis de la nature à 1 heure de Montréal.

## Éducation
La Commission scolaire des Samares administre les écoles francophones:
- École de Saint-Théodore-de-Chertsey[19]

La Commission scolaire Sir Wilfrid Laurier administre les écoles anglophones:
- École primaire Rawdon à Rawdon[20]
- École secondaire Joliette à Joliette[21]

## Faits marquants
Antoine de Saint-Éxupéry a fait un bref séjour au chalet de la famille Dupuis du 5 au 8 juin 1942 pendant lequel il aurait écrit une partie du "Petit Prince".
En août 1944 les scènes extérieures du film "Le père Chopin" de Fedor Ozep ont été tournées à Chertsey avec la participation de beaucoup de figurants du village.